# Regiunea Cacheu
Reginea Cacheu este una dintre cele 9 unități administrativ-teritoriale de gradul I ale statului Guineea-Bissau. Reședința regiunii este orașul Cacheu.

## Sectoare
Regiunea este divizată într-un număr de 6 sectoare:
- Bigene
- Bula
- Cacheu
- Caió
- Canchungo
- São Domingos